# Johan (trovatore)
Johan (fl. XIV secolo) è stato un xograr leonese, attivo intorno al 1325.
È autore di un pianto per la morte di Dionigi del Portogallo e di un elogio dedicato ad Alfonso IV. 